# NGC 5296
NGC 5296 (również PGC 48811) – galaktyka spiralna (S0-a), znajdująca się w gwiazdozbiorze Psów Gończych. Odkrył ją 3 maja 1850 roku George Stoney – asystent Williama Parsonsa.